# Аминадав (лес)
Аминадав (ивр. יער עמינדב‎) — лесной массив в центральной части Израиля.
Лес Аминадав расположен в окрестностях города Иерусалим, к западу от него, на площади в 7 км². Он в значительной мере посажен при непосредственной поддержке Общества охраны природы. «Керен Каемет ле-Исраэль» высадил там иерусалимскую сосну, кипарисы. В данном лесу находятся несколько природных источников. По лесу Аминадав проложены велосипедные маршруты.
Является популярным местом отдыха.

## Климат
Климат средиземноморский субтропический. Среднегодовая температура в этом районе составляет 20 °C. Самый жаркий месяц — июль, когда средняя температура составляет 30° C, а самый холодный — январь с 8 °C. Среднегодовое количество осадков составляет 820 миллиметров. Самый влажный месяц — февраль, в среднем 161 мм осадков, а самый сухой — август с 6 мм осадков.